# Gladius (videogioco)
Gladius è un videogioco distribuito dalla LucasArts per PlayStation 2.

## Trama
Due sono i personaggi giocabili: Ursula (la figlia del re Barbaro Orin II in grado di fare strane magie) e Valens, il figlio di un famoso gladiatore di Imperia.
Molti anni prima una rivalità fra Imperia e Nordagh ha fatto rinascere il Dio Oscuro; per fermarlo la regina delle Valchirie si sacrificò. Da quel giorno le due civiltà furono in pace tra di loro e per celebrarla diedero vita ai giochi gladiatori (dove il combattimento non è fino alla morte). Se si sceglie di giocare con Ursula ella vi racconterà la sua storia: ventidue anni prima, la moglie di Orin II aspettava un bambino e le Galdar, streghe dell'oscurità, predissero che sarebbe nata una bambina. Invece, nacque un maschio, Urlan. Orin mandò via le streghe in malo modo. Subito dopo la moglie partorì un altro bambino: una femmina, Ursula. Il re avrebbe dovuto portarla via invece la tenne con sé, portò la famiglia nella foresta di Sloan e lì Ursula crebbe come la sorella minore di Urlan e non come la sua gemella. La giovane, divenuta grande, si accorse di possedere degli strani poteri, era anche uno spirito libero e voleva andarsene dal palazzo. Un giorno sentì il padre dire che Urlan sarebbe diventato il capo di una scuola gladiatoria. Quale modo migliore per scappare dalla sua vita iperprotetta? Sfidò il fratello e duello e vinse con i suoi poteri. Da quel giorno divenne una gladiatrice e seguita da Urlan e da Usus, maestro e amico di Orin. Dopo aver vinto il campionato regionale di Nordagh, Ursula e la squadra partono per Imperia e li incontrano Valens, un giovane soldato che vorrebbe combattere. La ragazza, affascinata dal soldato, lo assume come gladiatore. Da lì comincia la loro storia d'amore.
Valens, invece, è un ventiduenne orfano di padre e madre. Suo padre era il più forte gladiatore di Imperia e venne ucciso da misteriosi sicari. Da qual giorno visse con il fratello adottivo Ludo; suo padre era amico del padre di Ludo e, dopo la sua morte, Ludo venne a vivere con Valens.
Da quel giorno Valens decise di prendere in mano la scuola di suo padre e di scoprire cosa c'è intorno allo strano omicidio del padre. Dopo aver vinto il campionato regionale di Imperia. Valens con la sua scuola parte per Nordangh e lì incontra Ursula, bella e giovane principessa che lo implora di prenderla con sé. Lui accetta e la fa diventare gladiatrice.